# Família Kanin
O Kanin (閑院, Kan'in) foi um ramo do clã Fujiwara fundado por Fujiwara no Kinsue que se deslocou do Ramo Hokke .

## Lista dos Líderes do Ramo
1. Kinsue
2. Sanenari
3. Kinnari
4. Sanesue
5. Kinzane

## Membros do Ramo que originaram outros Ramos
- Saneyuki -- (  1078 - 1162 ) - iniciou o Ramo Sanjō dos Fujiwara
- Michisue -- ( 1090 - 1128 ) - iniciou o Ramo Saionji dos Fujiwara
- Saneyoshi -- ( 1096 – 1157 ) - iniciou o Ramo Tokudaiji dos Fujiwara